# Warmduscher
Warmduscher is een Britse postpunkband die in 2014 in Londen werd opgericht. De groep is momenteel getekend bij Strap Originals, het platenlabel opgericht door Pete Doherty.
De huidige leden van de band zijn Craig Higgins (Clams Baker jr.), Benjamin Romans-Hopcraft (Mr. Salt Fingers Lovecraft), Adam J. Harmer (Quicksand), Quinn Whalley (The Witherer), Marley Mackey (Three Piece, ook bekend als The Worm) en Bleu Ottis (Bleucifer).

## Achtergrond
Warmduscher ontstond uit een spontane jamsessie op oudejaarsavond 2014. De oorspronkelijke bezetting bestond uit Higgins als zanger en Harmer op drums, naast Saul Adamczewski en Lias Kaci Saoudi van Fat White Family op respectievelijk bas en gitaar. De groep ging daarna verder als kwintet, met Everett (drums), Romans-Hopcraft (bas) en Whalley (elektronica) die Adamczewski en Saoudi vervingen.

## Carrière
Het debuutalbum van de band, Khaki Tears, werd op 11 mei 2015 uitgebracht door Trashmouth Records. De Engelse muziekblog Louder Than War omschreef het album als "the finest of filth" en "fractured rock and roll at its best".
Daarna verscheen de single "Big Wilma/Neon Tongues", geproduceerd door Dan Carey en uitgebracht bij The Leaf Label op 12 januari 2018. De single, die werd omschreven als een "mix van in-your-face punk en sinistere electronica", werd uitgebracht in een gelimiteerde oplage van 300 7" singles.
Het tweede album, Whale City, werd op 1 juni 2018 uitgebracht bij The Leaf Label. "Standing On The Corner", de tweede single van Whale City, werd uitgebracht op 6 april 2018 en werd door Clash Magazine een "knock-out blow" genoemd. Op 16 mei 2018 volgde de derde single "1000 Whispers". Saul Adamczewski verliet de band kort na de opname van Whale City en Adam J Harmer, bandlid bij de Fat White Family, vervoegde de band als nieuwe gitarist.
Warmduscher bracht op 11 november 2019 hun derde album Tainted Lunch uit. Op het album staan gastoptredens van onder meer Iggy Pop en Kool Keith. Het album werd in slechts vier dagen opgenomen, met hun vaste producer Dan Carey, en kreeg brede bijval. BBC Radio 6 Music plaatste het album op #6 in hun Albums van het Jaar 2019 en muziekblog The Line of Best Fit gaf het een 9/10.
In 2020 bracht Warmduscher de ep European Cowboy uit voor Record Store Day. Hierop staan drie remixen, waaronder een van de Belgische band Soulwax. De oplage was beperkt tot 1000 vinyl exemplaren.
Het vierde album, At The Hotspot, werd in juli 2022 uitgebracht door Bella Union. De producers van dienst waren Al Doyle en Joe Goddard.
Op 9 juli 2024 kondigde de band hun vijfde studioalbum Too Cold to Hold aan met de release van een nieuwe single. Op het album zijn enkele gasten aanwezig waaronder Janet Planet van Confidence Man.

## Bandnaam
De naam "Warmduscher" is een Duits woord en betekent letterlijk "warme doucher". Het is in de volksmond een denigrerende term voor iemand die als een watje wordt gezien.

## Discografie

### Studioalbums
- Khaki Tears (2015)
- Whale City (2018)
- Tainted Lunch (2019)
- At the Hotspot (2022)
- Too Cold to Hold (2024)

### Ep's
- European Cowboy (2020)

### Singles
- "1000 Wispers" (2018)
- "Standing On The Corner" (2018)
- "Big Wilma/Neon Tongues" (2018)
- "Midnight Dipper" (2019)
- "Disco Peanuts" (2019)
- "Wild Flowers " (2022)
- "Fatso" (2022)
- "8 Minute Machines" (2022)